# Hans Hauschildt
Hans Hauschildt es un deportista alemán que compitió para la RFA en vela en la clase Flying Dutchman. Ganó una medalla de bronce en el Campeonato Mundial de Flying Dutchman de 1957.

## Palmarés internacional
| Campeonato Mundial | Campeonato Mundial | Campeonato Mundial | Campeonato Mundial |
| Año                | Lugar              | Medalla            | Clase              |
| ------------------ | ------------------ | ------------------ | ------------------ |
| 1957               | Rímini (Italia)    | Medalla de bronce  | Flying Dutchman    |